# Liste antiker Ortsnamen und geographischer Bezeichnungen/Ol
| Lateinischer Name | Griechischer Name       | Beschreibung                                                                       | Heute                                                                                   | Quellen und Verweise | Lage |
| ----------------- | ----------------------- | ---------------------------------------------------------------------------------- | --------------------------------------------------------------------------------------- | -------------------- | ---- |
| Olbasa            |                         | Stadt in Pisidien                                                                  |                                                                                         | Smith;               |      |
| Olbe              |                         |                                                                                    |                                                                                         | Smith;               |      |
| Olbia             | Ὀλβία (Olbia)           | Stadt in Skythien                                                                  | bei Parutino in der Oblast Mykolajiw in der Ukraine                                     | Smith;               |      |
| Olbia             | Ὀλβία (Olbia)           | Stadt auf Sardinien                                                                | Olbia in Italien                                                                        | Smith;               |      |
| Olbia             | Ὀλβία (Olbia)           | Stadt in Gallien                                                                   | am Golf von Giens an der Mittelmeerküste zwischen Hyères und Carqueiranne in Frankreich | Smith;               |      |
| Olbia             | Ὀλβία (Olbia)           | Stadt in Bithynien                                                                 |                                                                                         | Smith (1);           |      |
| Olbia             | Ὀλβία (Olbia)           | Stadt in Kilikien                                                                  |                                                                                         | Smith (3);           |      |
| Olbia             | Ὀλβία (Olbia)           | Stadt in der Kyrenaika                                                             |                                                                                         |                      |      |
| Olbia             | Ὀλβία (Olbia)           | Stadt in Pamphylien                                                                | 4 km westlich des Stadtkerns von Antalya                                                | Smith (2);           |      |
| Olbia             |                         | siehe Oliba                                                                        |                                                                                         |                      |      |
| Olbianus Sinus    |                         |                                                                                    |                                                                                         | Smith;               |      |
| Olcades           |                         |                                                                                    |                                                                                         | Smith;               |      |
| Olcinium          |                         |                                                                                    |                                                                                         | Smith;               |      |
| Olearus           |                         |                                                                                    |                                                                                         | Smith;               |      |
| Oleastrum         |                         |                                                                                    |                                                                                         | Smith;               |      |
| Oleastrum Prom    |                         |                                                                                    |                                                                                         | Smith;               |      |
| Olenacum          |                         |                                                                                    |                                                                                         | Smith;               |      |
| Olenus            |                         |                                                                                    |                                                                                         | Smith;               |      |
| Olenus            |                         |                                                                                    |                                                                                         | Smith;               |      |
| Olerus            |                         |                                                                                    |                                                                                         | Smith;               |      |
| Olgassys          |                         |                                                                                    |                                                                                         | Smith;               |      |
| Oliarus           |                         |                                                                                    |                                                                                         | Smith;               |      |
| Oliba             |                         | Stadt der Beroner in der Hispania Tarraconensis                                    |                                                                                         | Smith;               |      |
| Olicana           | Ὀλίκανα (Olikana)       | Stadt der Briganten im Norden des römischen Britannien                             | Ilkley im nordenglischen West Yorkshire                                                 | Smith;               |      |
| Oligyrtus         |                         |                                                                                    |                                                                                         | Smith;               |      |
| Olina             |                         |                                                                                    |                                                                                         | Smith;               |      |
| Olinas            |                         |                                                                                    |                                                                                         | Smith;               |      |
| Olintigi          |                         |                                                                                    |                                                                                         | Smith;               |      |
| Olisipo           | Ὀλιοσείπων (Olioseipōn) | Stadt in Lusitania                                                                 | Lissabon in Portugal                                                                    | Smith;               |      |
| Olizon            |                         |                                                                                    |                                                                                         | Smith;               |      |
| Ollius            |                         |                                                                                    |                                                                                         | Smith;               |      |
| Olmeius           |                         |                                                                                    |                                                                                         | Smith;               |      |
| Olmiae            |                         |                                                                                    |                                                                                         | Smith;               |      |
| Olmones           |                         |                                                                                    |                                                                                         | Smith;               |      |
| Olocrus           |                         |                                                                                    |                                                                                         | Smith;               |      |
| Oloosson          |                         |                                                                                    |                                                                                         | Smith;               |      |
| Olophyxus         |                         |                                                                                    |                                                                                         | Smith;               |      |
| Olpae             |                         |                                                                                    |                                                                                         | Smith;               |      |
| Oltis             |                         |                                                                                    |                                                                                         | Smith;               |      |
| Oluris            |                         |                                                                                    |                                                                                         | Smith;               |      |
| Olurus            |                         |                                                                                    |                                                                                         | Smith;               |      |
| Olus              | Ὀλοῦς (Olous)           | Stadt im Nordosten von Kreta                                                       | beim modernen Elounda                                                                   | Smith;               |      |
| Olympene          |                         |                                                                                    |                                                                                         | Smith;               |      |
| Olympia           | Ὀλυμπία (Olympia)       | Heiligtum des Zeus auf dem Peloponnes, Austragungsort der Olympischen Spiele       | ca. 1 km südwestlich von Archea Olymbia in Griechenland                                 | Smith;               |      |
| Olympus           | Ὄλυμπος (Olympos)       | Berg zwischen Thessalien und Makedonien, Göttersitz in der griechischen Mythologie | Olymp in Griechenland                                                                   | Smith (1);           |      |
| Olympus           | Ὄλυμπος (Olympos)       | Berg in Lakonien                                                                   |                                                                                         | Smith (2);           |      |
| Olympus           | Ὄλυμπος (Olympos)       | Berg oberhalb von Olympia in Elis                                                  |                                                                                         | Smith (3);           |      |
| Olympus           | Ὄλυμπος (Olympos)       | Gebirgszug in Mysien, sich zwischen Phrygien und Bithynien erstreckend             | Uludağ in der Türkei                                                                    | Smith (1);           |      |
| Olympus           | Ὄλυμπος (Olympos)       | vulkanischer Berg in Lykien                                                        | Tahtalı Dağı in der Türkei                                                              | Smith (3);           |      |
| Olympus           | Ὄλυμπος (Olympos)       | höchster Berg auf Zypern                                                           |                                                                                         | Smith;               |      |
| Olynta Ins        |                         |                                                                                    |                                                                                         | Smith;               |      |
| Olynthiacus       |                         |                                                                                    |                                                                                         | Smith;               |      |
| Olynthus          | Ὄλυνθος (Olynthos)      | Stadt auf der Chalkidike an der Spitze des Toronäischen Golfes                     |                                                                                         | Smith;               |      |